# 고성 철산정사
고성 철산정사(固城 鐵山精舍)는 대한민국 경상남도 고성군 동해면에 있는, 임진왜란 의병장인 이달(李達) 장군의 묘하에 건립한 재실이다. 2005년 7월 21일 경상남도의 문화재자료 제373호로 지정되었다.

## 현지 안내문
고성 철산정사는 임진왜란 의병장인 이달(李達) 장군의 묘하에 건립한 재실이다. 1880년(고종 7)에 중건된 목조와가(木造瓦家) 건물이며 1940년에 한차례의 보수가 있었다. 정사는 철마산의 남사면부 끝자락에 남향하여 자리잡고 있는데 장좌천의 상류부이다. 강당과 대문채가 서로 마주 보고 있으며 대문의 남동쪽에는 고직사가 있다. 정사는 정면 4칸, 측면 1.5칸의 홑처마 팔작지붕이다. 평면은 좌측부터 툇마루가 딸린 온돌방 2칸, 마루 1칸, 툇마루가 딸린 온돌방 1칸으로 구성되어 있다. 공포양식은 장여수장집이며 상부가구는 도리가 세 개인 3량가이다. 대문채는 3면 3칸 규모의 우진작지붕이다.

## 참고 문헌
- 고성 철산정사 - 국가유산청 국가유산포털